# Elektrárny v Polsku
V Polsku je většina elektrické energie vyráběna v tepelných elektrárnách, v nichž je zdrojem energie až na výjimky uhlí. Polsko je členským státem Evropské unie vůbec s nejvyšším podílem výroby elektřiny z uhlí. V roce 2022 tento podíl činil 69 %, přičemž převládajícím palivem bylo černé uhlí. Pro srovnání v České republice byl ve stejném roce podíl uhlí na celkové produkci elektřiny 43,5 %, což byla druhá nejvyšší hodnota v rámci EU.
V letech 1982–⁠1990 byla v Polsku budována jaderná elektrárna Żarnowiec, která měla mít čtyři jaderné reaktory a instalovaný výkon 1600 MW. Její stavba však byla zastavena.

## Seznam elektráren v Polsku

### Tepelné elektrárny
- Elektrárna Bełchatów –⁠ 5298 MW (největší polská elektrárna a největší hnědouhelná elektrárna na světě)
- Skupina elektrotepláren Bytom (Miechowice, Szombierki) –⁠ 133,8 MW
- Elektrárna Chorzów –⁠ provoz ukončen v roce 2003
- Elektroteplárna Chorzów ELCHO - 204 MW
- Elektrárna Dolna Odra –⁠ 1752 MW
- Elektrárna Halemba –⁠ 200 MW
- Elektrárna Kozienice –⁠ 4016 MW
- Elektrárna Łaziska –⁠ 1155 MW
- Elektrárna Opole –⁠ 1492 MW
- Skupina elektráren Pątnów-Adamów-Konin
  - Pątnów –⁠ 1200 MW
  - Adamów –⁠ 600 MW
  - Konin –⁠ 240 MW
  - Pątnów II (v provozu od 31.12.2007) –⁠ 446 MW
- Elektrárna Połaniec –⁠ 1800 MW
- Elektrárna Rybnik –⁠ 1775 MW
- Elektrárna Skawina –⁠ 590 MW
- Elektrárna Turów –⁠ 2029 MW
- Elektrárna Jaworzno –⁠ 1545 MW
- Elektrárna Stalowa Wola –⁠ 341 MW
- Elektrárna Siersza –⁠ 546 MW
- Elektrárna Łagisza Będzin –⁠ 840 MW
- Elektrárna Blachownia Kędzierzyn Koźle –⁠ 165 MW
- Elektroteplárna Katowice –⁠ 135 MW
- Skupina elektrotepláren Bielsko-Biała –⁠ 136,2 MW
- Elektroteplárna Lublin-Wrotków –⁠ 235 MW

### Vodní elektrárny
- Vodní elektrárna Włocławek –⁠ 162 MW
- Vodní elektrárna Rożnów –⁠ 50 MW
- Vodní elektrárna Dębe –⁠ 20 MW
- Vodní elektrárna Porąbka-Żar –⁠ 12,6 MW
- Skupina vodních elektráren Solina - Myczkowce –⁠ 8,3 MW
- Vodní elektrárna Czchów –⁠ 8 MW
- Vodní elektrárna Pilchowice –⁠ 7,49 MW
- Vodní elektrárna Wrzeszczyn –⁠ 4,2 MW
- Vodní elektrárna Czorsztyn-Niedzica-Sromowce Wyżne –⁠ 2,1 MW
- Skupina vodních elektráren Bobrowice –⁠ 1,36 MW
- Vodní elektrárna Dobczyce –⁠ 2 MW

### Přečerpávací vodní elektrárny
- Vodní elektrárna Żarnowiec - 680 MW
- Vodní elektrárna Porąbka-Żar - 500 MW
- Skupina vodních elektráren Solina - Myczkowce - 200 MW
- Přečerpávací vodní elektrárna Żydowo - 156 MW
- Vodní elektrárna Czorsztyn-Niedzica-Sromowce Wyżne - 92,6 MW
- Přečerpávací vodní elektrárna Dychów - 79,3 MW

### Jaderná elektrárna
- Jaderná elektrárna Żarnowiec –⁠ výstavba zastavena

### Větrná elektrárna
- Farma větrných elektráren Tymień –⁠ 50 MW (25 x 2000 kW)
- Větrná elektrárna Zagórze –⁠ 30 MW (15 x 2000 kW)
- Větrná elektrárna Cisowo –⁠ 18 MW (2 x 9 MW)
- Větrná elektrárna Cisowo –⁠ 0,792 MW (6 x 132 kW)
- Větrná elektrárna Barzowice –⁠ 5 MW (6 x 833 kW)
- Větrná elektrárna Swarzewo –⁠ 1,2 MW (2 x 600 kW)
- Větrná elektrárna Wiżajny –⁠ 1,8 MW (6 x 300 kW)
- Větrná elektrárna Rytro